# Parakatianna diversitata
Parakatianna diversitata är en urinsektsart. Parakatianna diversitata ingår i släktet Parakatianna och familjen Katiannidae.

## Underarter
Arten delas in i följande underarter:
- P. d. diversitata
- P. d. viridis